# Pontonx-sur-l'Adour
Pontonx-sur-l'Adour är en kommun i departementet Landes i regionen Nouvelle-Aquitaine i sydvästra Frankrike. Kommunen ligger i kantonen Tartas-Ouest som tillhör arrondissementet Dax. År 2022 hade Pontonx-sur-l'Adour 2 975 invånare.

## Befolkningsutveckling
Antalet invånare i kommunen Pontonx-sur-l'Adour
Referens:INSEE